# Phoradendron enckeifohum
Phoradendron enckeifohum là một loài thực vật có hoa trong họ Santalaceae. Loài này được Trel. ex Rizzini miêu tả khoa học đầu tiên năm 1956.